# بيت الحيدري (الرضمة)

تعديل مصدري - تعديل

بيت الحيدري هي إحدى قرى عزلة حارث الحيدرى بمديرية الرضمة التابعة لمحافظة إب، بلغ تعداد سكانها 1477 نسمة حسب تعداد اليمن لعام 2004.